# Висока медицинска школа струковних студија „Милутин Миланковић” Београд
Висока медицинска школа струковних студија „Милутин Миланковић” једна је од приватних високих школа у Београду. Налази се у улици Црнотравска 27.

## Историјат
Виша школа је основана 14. јуна 2005. одлуком Управног одбора оснивача, а Висока медицинска школа струковних студија „Милутин Миланковић” 2007. као прва приватна образовна установа у Србији у којој се обавља делатност вишег образовања здравствене струке, у оквиру Образовног система „Милутин Миланковић”. Акредитовани студијски програми су Струковна медицинска сестра–техничар, Струковни физиотерапеут и Струковни медицински радиолог. Основне студије су у трајању од три године, а специјалистичке студије годину дана. Садрже библиотеку која располаже са свим издањима објављеним у склопу издавачке делатности школе, као и домаћим и страним публикацијама из релевантних области за студијске групе школе, читаоницу и копирницу. Потписали су Меморандум о међународној сарадњи са Високом медицинском школом за медицинске и акушерске сестре Универзитета у Брајтону и Високом медицинском школом у Битољу 2014, Факултетом за здравствене веде Ново Место, Високом школом за здравствене веде Словењ Градец и Вишом школом Повишле 2016. и са Високом техничком школом из Бјеловара и Високом медицинском школом здравства из Добоја 2017. године.

## Галерија
- Висока медицинска школа струковних студија „Милутин Миланковић”
- Улаз у Високу медицинску школу струковних студија „Милутин Миланковић”
- Унутрашњост Високе медицинске школе струковних студија „Милутин Миланковић”
- Унутрашњост Високе медицинске школе струковних студија „Милутин Миланковић”